# TsNIITotchMach

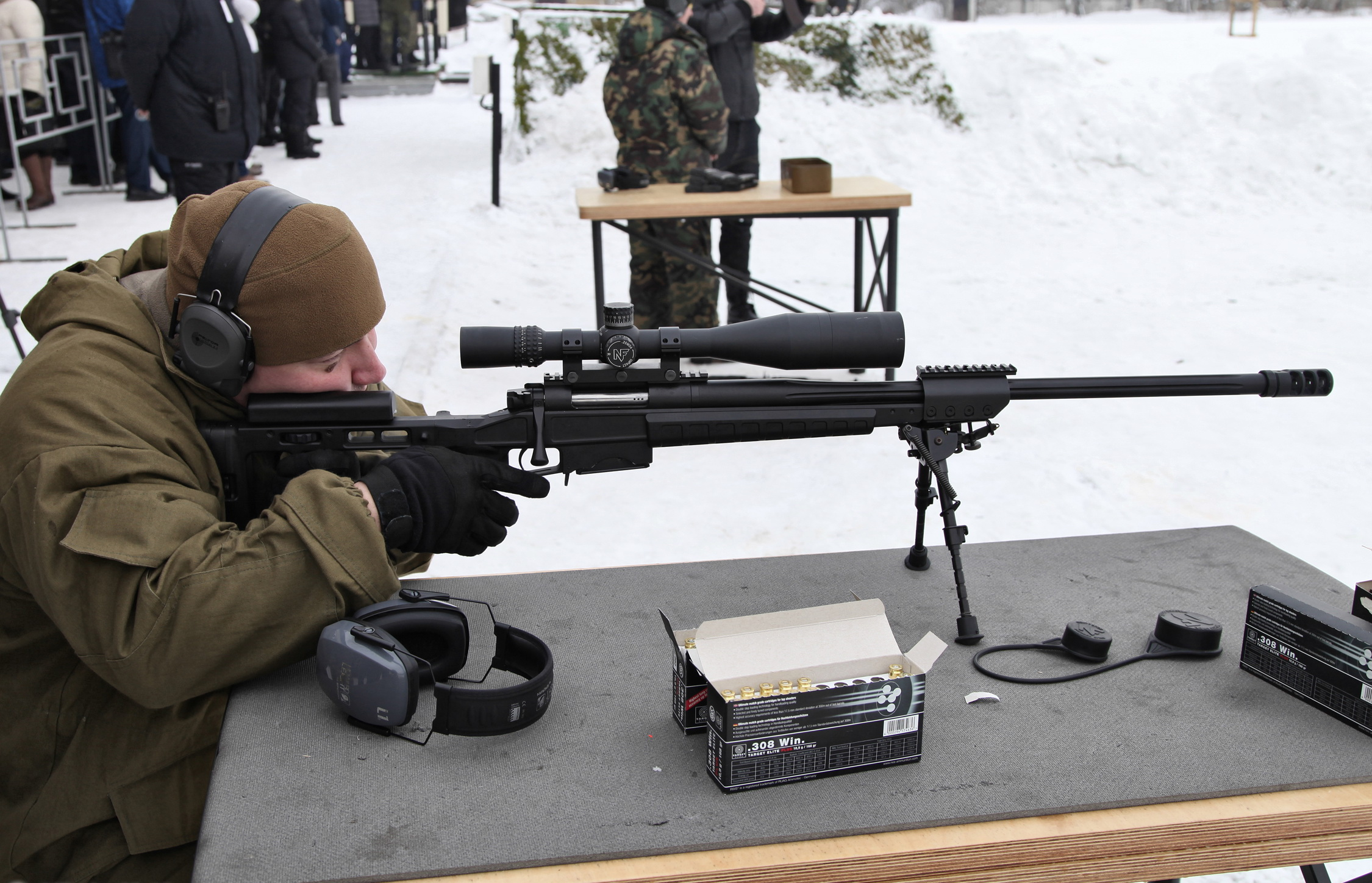
ORSIS T-5000

TsNIITotchMach (en russe : ЦНИИТочМаш), aussi appelé Institut central de recherche en ingénierie de précision, est un bureau d'études et une entreprise russe du secteur de l'armement. TsNIITotchMach est un important fabricant d'armes pour l'armée russe et le ministère de l'Intérieur.

## Présentation et activités
TsNIIToctchMach est un bureau d'études militaire russe. La société a pour nom officiel l'Institut central de recherche en ingénierie de précision. L'entreprise est une filiale du conglomérat d’État Rostec, entreprise du complexe militaro-industriel de la Russie, secteur régi par Rosoboronexport.
La société s'occupe de la conception, mais également de la manufacture des armes. Elle fournit principalement l'armée russe et les forces intérieures de sécurité ; c'est l'un des principaux fabricants de munitions légères du pays, mais elle produit aussi des systèmes de guidage, du matériel d'artillerie et des équipements de protection individuels.

## Historique
Le bureau d'études est créé en 1944 et implanté sur la base n° 302 de Kountsevo, sous le nom d'Institut de recherche scientifique sur les armes légères et les armes à canon. En 1948, le bureau change de nom pour devenir le NII-61, auquel est intégré un an plus tard le NII-44, bureau de développement pour les munitions légères d'armes à feu. Il est transféré à Klimovsk en 1950, où des projets de développement d'armes sont mis en place. C'est en 1961 que l'entreprise adopte son nom actuel, l'Institut central de recherche en ingénierie de précision (TsNIITotchmach). Le bureau est alors affilié au ministère de la Défense soviétique. 

## Créations

### Armes sous-marines
TsNIITotchMach produit des munitions pour fusils sous-marins, notamment le SPP-1M et le fusil d'assaut APS, adopté par la Marine soviétique en 1975. Dès la fin des années 1960, la société développe et produit ce type d'armes, qui sont exportées par Rosoboronexport à partir de 1997. Les clients se situent principalement au Moyen-Orient et en Asie.

### SR-2 Veresk
La conception du pistolet-mitrailleur SR-2 Veresk débute chez TsNIITotchMach au début des années 2000. L'arme est conçue pour pouvoir causer des dégâts à un ennemi portant un gilet pare-balles jusqu'à 200 m et à un véhicule sans blindage jusqu'à 100 m. L'arme est d'abord produite pour le Service fédéral de sécurité de la fédération de Russie (FSB), puis équipe la Garde nationale russe à partir de 2020 et les forces de l'ordre à partir de 2022. 

### Divers
L'entreprise produit également des cartouches spéciales antipersonnelles de calibre 9 x 21 mm au noyau renforcé en acier et chemisées de plomb. Leur conception débute dans les années 1990. 
En 2017, un prototype de combinaison de combat est présenté au public, comportant un casque intégral blindé équipé de nombreux éléments technologiques, notamment un écran de visualisation des informations.
En 2022, l'entreprise présente au Forum militaire la grenade fumigène RDG-U.